# Ernst Basch (Zauberkünstler)

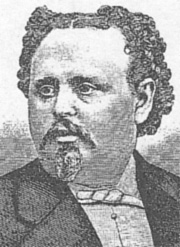
Ernst Basch

Ernst Dietrich Wilhelm Ahrens Basch, auch Ernst Dieterich Wilhelm Ahrens Basch (* 21. November 1838 in Bovenden; † 28. Januar 1908) war ein deutscher Zauberkünstler und Unternehmer.

## Leben
Ernst Basch gehörte einer Familie von Zauberkünstlern und Schaustellern an. Sein Vater war Hirsch Basch, seine Mutter Johanne Wilhelmine Ahrens. Verheiratet war er ab 1861 mit Friederike Antoinette Caroline Louise Nitzky. Seine Brüder Friedrich Josef (oft Wilhelm genannt, 1833–1877) und Heinrich (1841–1876) gingen wie Ernst Basch selbst mit Zaubervorführungen und Illusionen auf Tournee. Basch zeigte unter anderem mittels der Laterna magica Geister- und Gespenstererscheinungen, so offenbar bei einer Vorstellung im November 1877 in Ostfriesland, aber auch Märchenszenen wie Schneewittchen und Das Märchen vom Storch. Ernst Basch arbeitete offenbar zeitweise mit Albert Mullens und dem Cagliostro-Theater zusammen, besaß aber zeitweilig auch ein eigenes Reisetheater, in dem 1600 Zuschauer Platz hatten. Sein Assistent war Paul Valadon. 1887 gab er das Reisen auf.

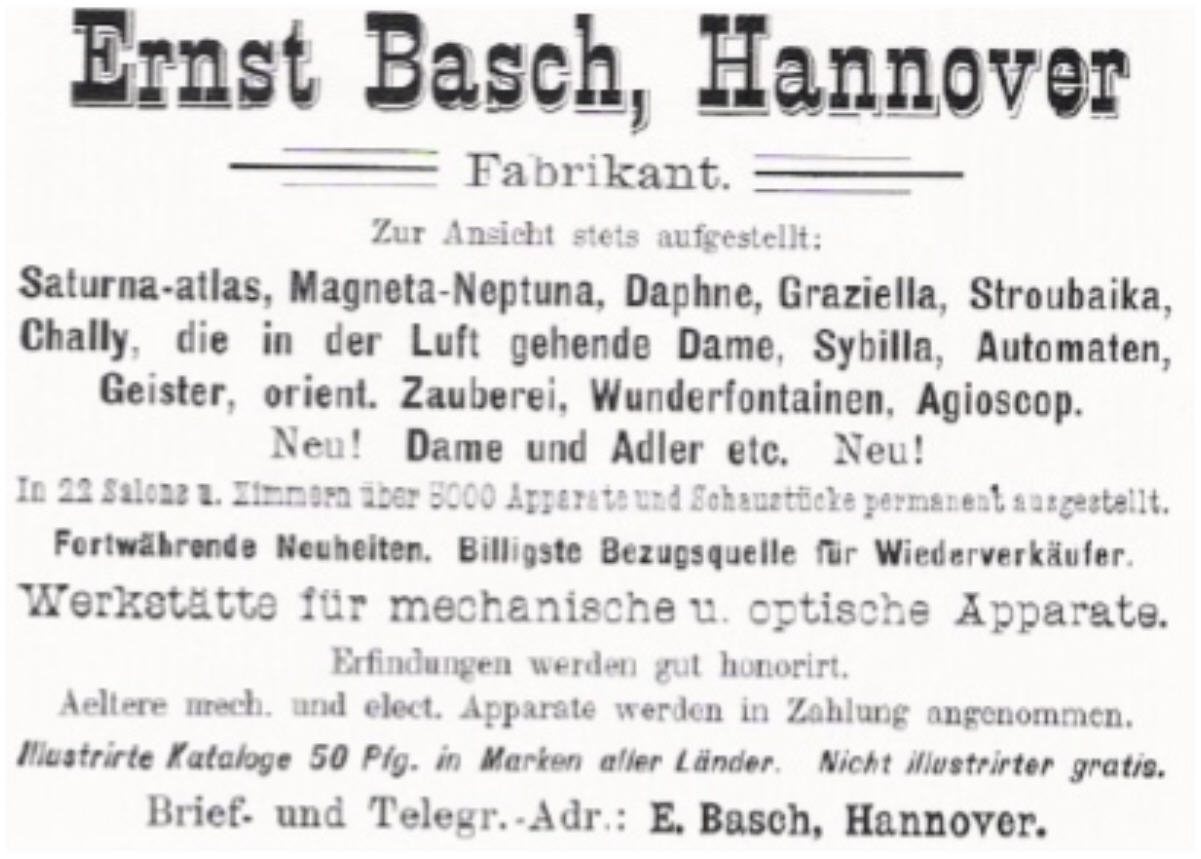
Werbeanzeige von Ernst Basch

Ernst Basch gründete ein Unternehmen in Hannover und wurde damit einer der führenden Hersteller und Verkäufer von Zauberapparaten in Deutschland. Ernst Basch, Hannover existierte über den Tod Baschs hinaus und wurde 1918 von Reinhold Pfalz aus Leipzig übernommen. Möglicherweise war zwischen 1908 und 1918 Hermann Mehl der Inhaber des Geschäfts.
Zu Ernst Baschs Kunden gehörte beispielsweise Carl Rudolf Bernadotte Nordenstam.

## Werke
- Cagliostro, illustrirtes Album der höheren Zauberei. Die Geschichte der magischen Künste, mitgetheilt von E. Basch, gen. Cagliostro II. (=L'almanach illustre le Cagliostro), Oldenburg 1867